# Metallbau Emmeln
Metallbau Emmeln est une entreprise allemande spécialisée dans la fabrication de portillon d'accès, d'attractions et de conteneurs. Elle a été fondée en 1968 par Fritz Herbers, Ernst Thünemann et Hermann Lohmann.

## Types d'attractions
Metallbau Emmeln crée et commercialise des attractions depuis 1968. Dans son catalogue, le fabricant propose des attractions de type pony trekking, bateaux à bascule, tasses, monorails, des carrousels et des attractions sur rails. Leur seule barque scénique date de 1979 : Het Bos van Plop.